# Gripport
Gripport ist eine französische Gemeinde mit 271 Einwohnern (Stand 1. Januar 2022) im Département Meurthe-et-Moselle in der Region Grand Est. Sie gehört zum Arrondissement Nancy und zum Gemeindeverband Pays du Saintois.

## Geografie
Die Gemeinde Gripport liegt an der Mosel, etwa 20 Kilometer südwestlich von Lunéville und 30 Kilometer südöstlich von Nancy. Westlich der Mosel verläuft parallel der Canal des Vosges mit zwei auf dem Gebiet von Gripport liegenden Schleusen. Zwischen Kanal und Mosel wurden zwei Teiche angelegt, die teilweise der Fischzucht dienen. Das im Süden an das Département Vosges angrenzende Gemeindegebiet steigt vom Moseltal in Richtung Westen in einer Steilstufe um etwa 100 Höhenmeter an. In einem Einschnitt der Stufe erstreckt sich das Siedlungsgebiet des Dorfes. Die Hänge sowie kleinere Flächen auf dem Plateau im Westen und Süden sind bewaldet. Nachbargemeinden von Gripport sind Lebeuville im Norden, Bainville-aux-Miroirs im Nordosten, Chamagne im Osten, Socourt im Süden, Hergugney im Südwesten sowie Germonville im Westen.

## Geschichte
Das Dorf gehörte im Mittelalter der Herrschaft Charmes, die im Jahr 1300 von Herzog Friedrich III. von Lothringen eingesetzt wurde. Die Pfarrei Gripport war eine Dependenz des Kapitels in Remiremont.

### Wappen
Auch die Elemente des Wappens geben über die Geschichte von Gripport Auskunft. Die Schlüssel stehen für das Kapitel Remiremont, die Bischofsfigur verkörpert Goericus, Bischof von Metz von 614 bis 629, Schutzpatron von Épinal und Namensgeber für Gripport (Goerici Portus). Der Rost symbolisiert den Märtyrertod des Heiligen Laurentius von Rom (Saint Laurent), Patron der ehemaligen Kapelle in Gripport vor dem Bau der Kirche. Die drei silbernen Steine stehen für das Kapitel der Kathedrale von Toul, das Güter in Gripport besaß. Die Mitte des Wappens dominiert der Schild des Heiligen Leonhard von Limoges, des Schutzpatrons der Pfarrei.

### Bevölkerungsentwicklung
| Jahr      | 1962 | 1968 | 1975 | 1982 | 1990 | 1999 | 2006 | 2014 | 2021 |
| Einwohner | 303  | 304  | 262  | 353  | 246  | 217  | 210  | 275  | 273  |

Im Jahr 1836 wurde mit 545 Bewohnern die bisher höchste Einwohnerzahl ermittelt. Die Zahlen basieren auf den Daten von cassini.ehess und INSEE.

## Sehenswürdigkeiten
- Kirche St. Leonhard (Église Saint-Léonard) aus dem 18. Jahrhundert

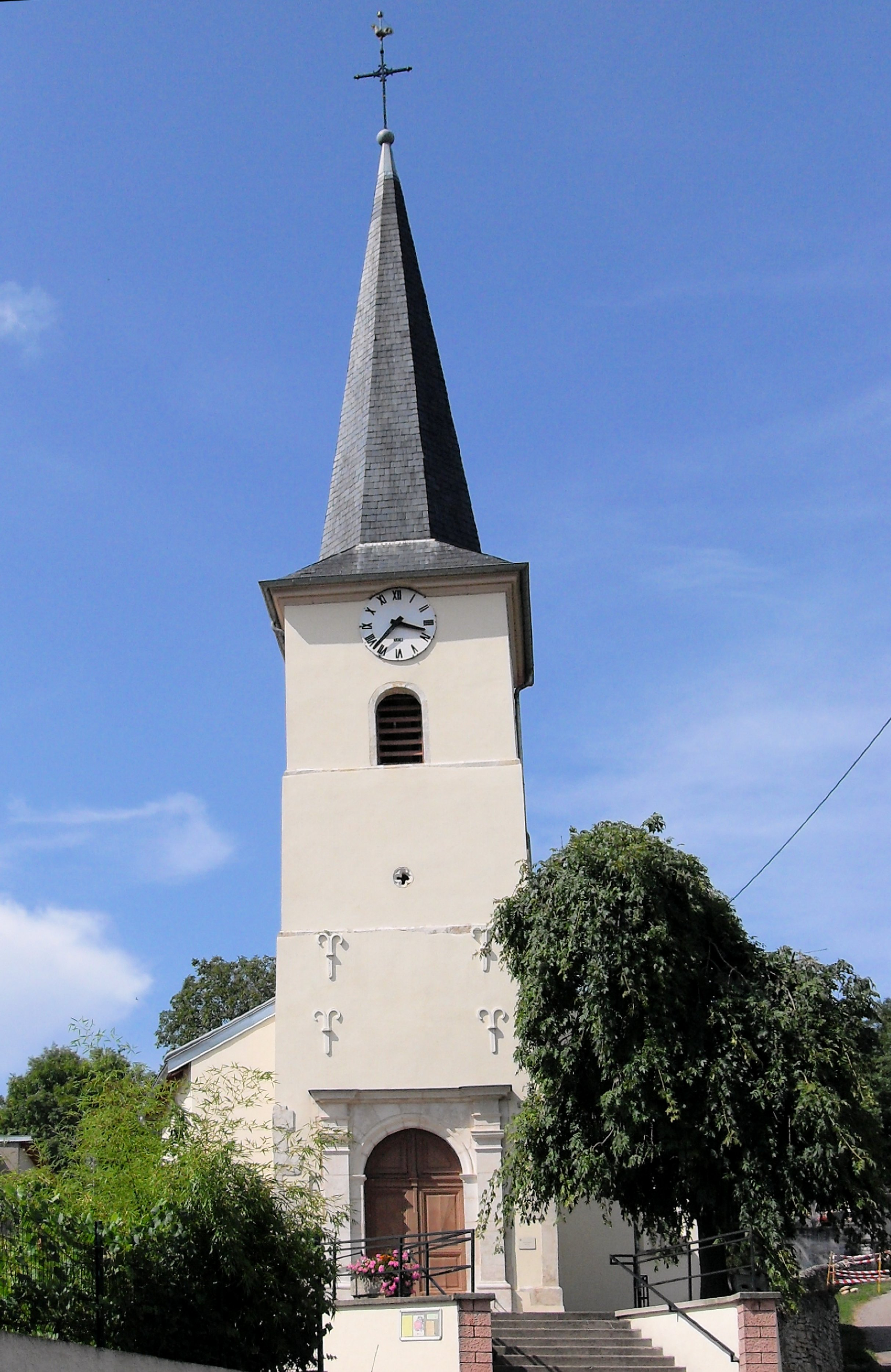
Kirche St. Leonhard
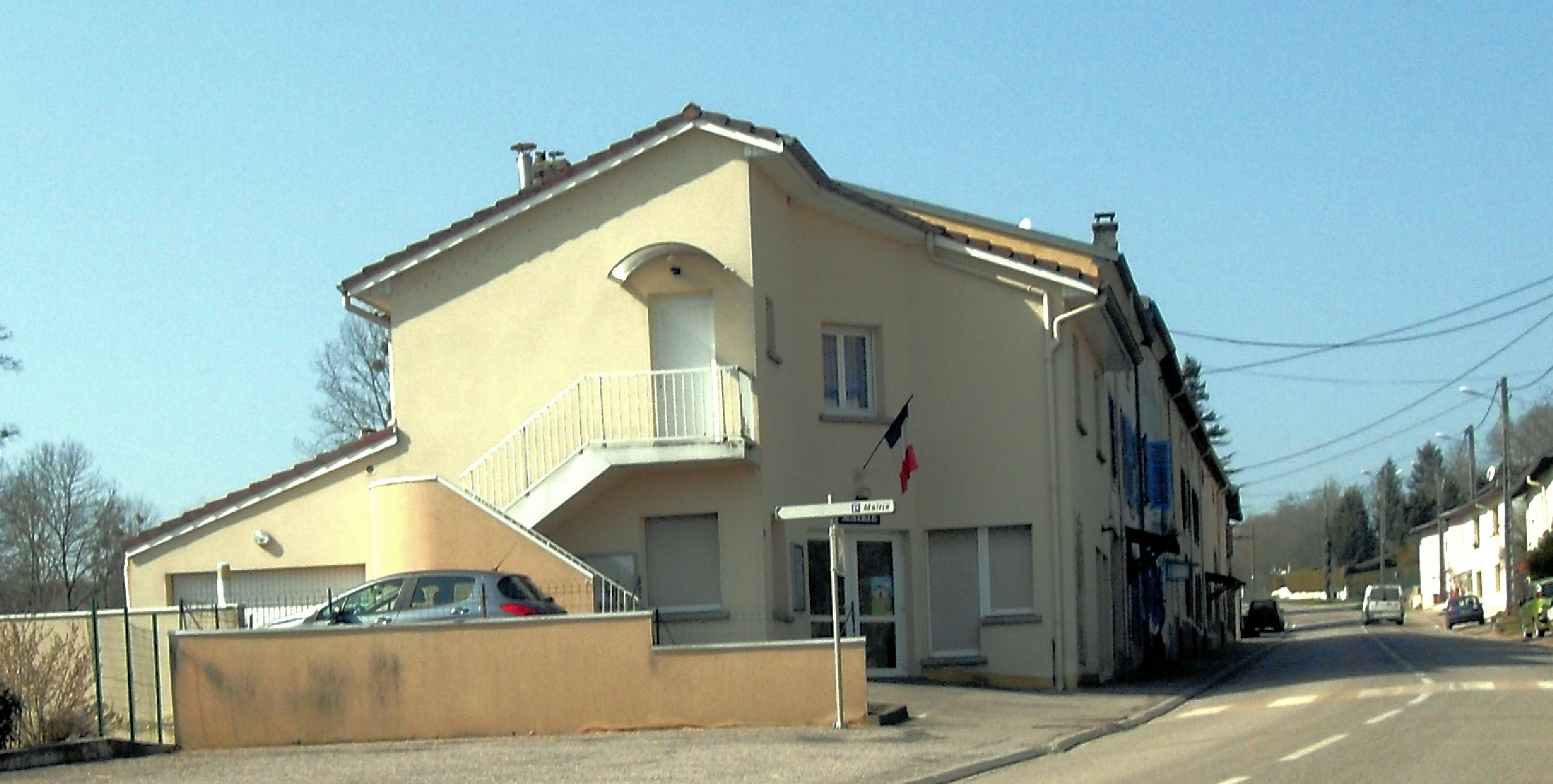
Mairie Gripport

## Wirtschaft und Infrastruktur
In der Gemeinde Gripport sind sechs Landwirtschaftsbetriebe ansässig (Getreideanbau, Milchviehhaltung, Pferdezucht).
Durch Gripport führt die Fernstraße D 570 von Charmes, größtenteils dem Moseltal folgend, nach Nancy. In Gripport zweigt die D 904 ab, die über Vézelise nach Toul führt. An dieser Straße befindet sich unmittelbar westlich von Gripport ein Anschluss an die autobahnähnlich ausgebaute RN 67 (E 23) von Nancy nach Épinal. Der nächstgelegene Bahnhof befindet sich im nahen Charmes an der Bahnlinie Nancy-Épinal-Remiremont.

## Belege
1. ↑  Auszug aus Documents inédits sur l'histoire de France, Paris 1837, digitalisiert von Google Books. Abgerufen am 6. Januar 2011 (französisch).
2. ↑  Wappenbeschreibung auf genealogie-lorraine.fr. Archiviert vom Original (nicht mehr online verfügbar) am 21. September 2013; abgerufen am 1. Januar 2011 (französisch).
3. ↑  Gripport auf cassini.ehess
4. ↑  Gripport auf INSEE
5. ↑  Landwirtschaftsbetriebe auf annuaire-mairie.fr (französisch)